# Joanne Goulet
Joanne Lorraine Goulet (ur. 7 maja 1935 w Saskatchewan, zm. 17 maja 2014), golfistka kanadyjska, pionierka kobiecego golfa w prowincji Saskatchewan.
Zajmowała się golfem od 14. roku życia. Była mistrzynią prowincji Saskatchewan juniorów w 1953 i 1955, potem zdobywała szereg tytułów seniorskich: 9-krotnie wygrywała amatorskie mistrzostwa prowincji i 6-krotnie mistrzostwa w kategorii weteranów. Przez 17 lat reprezentowała Saskatchewan w amatorskich drużynowych mistrzostwach kraju, a przez 14 lat w kadrze weteranów, sięgając po drużynowe mistrzostwo Kanady w 1985 i 1990. W 1964 uczestniczyła w British Open. Tytuł mistrzyni miasta Regina zdobyła 32 razy. Ustanowiła rekordy kilku klubów: Royal Regina Golf Club, Wascana Country Club, Riverside Country Club.
W 1993 została pierwszą Kanadyjką, której imieniem nazwano klub golfowy – Joanne Goulet Golf Club w Regina. Jej nazwisko wpisano do kilku sportowych Hall of Fame: Saskatchewan Sports Hall of Fame (1980), Regina Sports Hall of Fame (2004), Saskatchewan Golf Hall of Fame (2010).